# التعليم المسيحي الكاثوليكي للشبيبة (يوكات)
يوكات، اختصار لـ التعليم المسيحيّ الكاثوليكيّ للشبيبة، المُصمم أيضًا باسم YOUCAT، هو منشور عام 2011 يهدف إلى مساعدة الشباب لفهم التعليم المسيحيّ الكنيسة الكاثوليكية بشكل أفضل. الكتاب، الذي تمت صياغته في شكل حوار (أسئلة وأجوبة)، مخصص للاستخدام من قبل الشباب الكاثوليكي في جميع أنحاء العالم وهو متوفر بـ 25 لغة، بما في ذلك العربية والصينية. يستند يوكات إلى التعليم المسيحي للكنيسة الكاثوليكية وخلاصة وافية للتعليم المسيحي للكنيسة الكاثوليكية (2005). يتكون التعليم المسيحي من 290 صفحة، ويتكون من أربعة أقسام (فصول)، وفيها 527 سؤالًا مع أجوبتها.
الدليل، والذي كتب مقدمته البابا بنديكتوس السادس عشر، ألّفه الكاردينال كريستوف شونبورن وآخرون. وزع ما يقرب من 700 ألف نسخة من يوكات بثلاث عشرة لغة مختلفة نيابة عن البابا خلال اليوم العالمي للشبيبة 2011 في مدريد.

## خلفية
بدأ العمل على يوكات في عام 2006 تحت إشراف الكاردينال شونبورن من قبل لاهوتيين ناطقي الألمانية، معلمون دينيون، وكهنة، وبمشاركة أكثر من ستين شابًا، ساعدوا في تحسين إمكانية قراءة النص من خلال طرح الأسئلة والخروج بصور توضيحية.
نُشرت الطبعة الأولى باللغة الألمانية في 25 آذار (مارس) 2011. تم نشره بعد ذلك بستة عشر لغة أخرى: الإنجليزية، الفرنسية، الدانيماركية، الإيطالية، الكرواتية، الهولاندية، الپولاندية، الإسپانية، السلوفاكية، والسلوفينية، الكورية، الأرمنية، الأوكرانية، الروسية، الإندونيسية، والپرتغالية. تم التخطيط والتنفيذ للطبعات الصينية، العربية، المالايالامية، واللاتينية. عمومًا، قُرر نشر التعليم المسيحي الكاثوليكي للشبيبة في 30 لغة بحلول نهاية عام 2012. تم بيع أكثر من 2 مليون نسخة.

### سلسلة يوكات
تتضمن سلسلة كتب يوكات الدولية أيضًا:
كتاب صلاة:
- جورج فون لينجيركي / دورتي شرومز، كتاب يوكات لصلوات السبيبة، ميونيخ 2011. (ردمك 9781586177034) رقم ISBN 9781586177034

كتاب التأكيد:
- برنارد موسر / نيلس باير، كتاب تأكيد يوكات، (ردمك 9781586178352)

دليل القائد لدورة التأكيد:
- نيلس باير، كتيب قائد تأكيد يوكات (ردمك 9781586178369)

### أخطاء
في بعض ترجمات التعليم المسيحي الكاثوليكي للشبيبة (يوكات)، مثل الفرنسية، الإيطالية، والإسپانية، عُثِر على أخطاء تخرج عن العقيدة الرسمية فيما يتعلق بأسئلة حول العديد من القضايا المهمة مثل الموت الرحيم ومنع الحمل. أعلن الفاتيكان أنه سيتم تصحيح هذه الأخطاء في الطبعات المقبلة. 

## عن الجنس
يُعرض تعليم الكنيسة حول الجنس والعفة في الفقرات من 400 إلى 417، بما في ذلك التعليم عن أن العلاقات الجنسية هي للزواج فقط.  يُعلم التعليم المسيحي الكاثوليكي للشبيبة (يوكات) أن:

## روابط خارجية
- موقع يوكات الرسمي
- الأسئلة الشائعة حول يوكات